# Wendelin Böhm
Wendelin Böhm (30. dubna 1845 Vítkovice – 20. března 1903 Dolejší Vrchlabí) byl rakouský politik německé národnosti z Čech, poslanec Českého zemského sněmu a starosta Vrchlabí.

## Biografie
Působil jako obchodník a továrník ve Vrchlabí. Od roku 1887 byl členem spolku Verein für Geschichte der Deutschen in Böhmen. Roku 1898 se stal starostou města Vrchlabí.
Zapojil se i do vysoké politiky. V doplňovacích zemských volbách v prosinci 1898 byl zvolen na Český zemský sněm, kde zastupoval kurii městskou, obvod Vrchlabí, Lanov, Hostinné. Uváděl se tehdy jako německý nacionální kandidát (Německá lidová strana). Na mandát rezignoval v květnu 1899 v rámci hromadného složení mandátů německými nacionálními poslanci. V následných doplňovacích volbách už nekandidoval. Na sněmu ho nahradil Franz Stein.
Zemřel v březnu 1903 na srdeční chorobu. V srpnu 1903 se uvádí, že Wendelin Böhm byl z důvodu úmrtí vymazán ze seznamu členů správní rady akciového pivovaru ve Vrchlabí.

### Reference

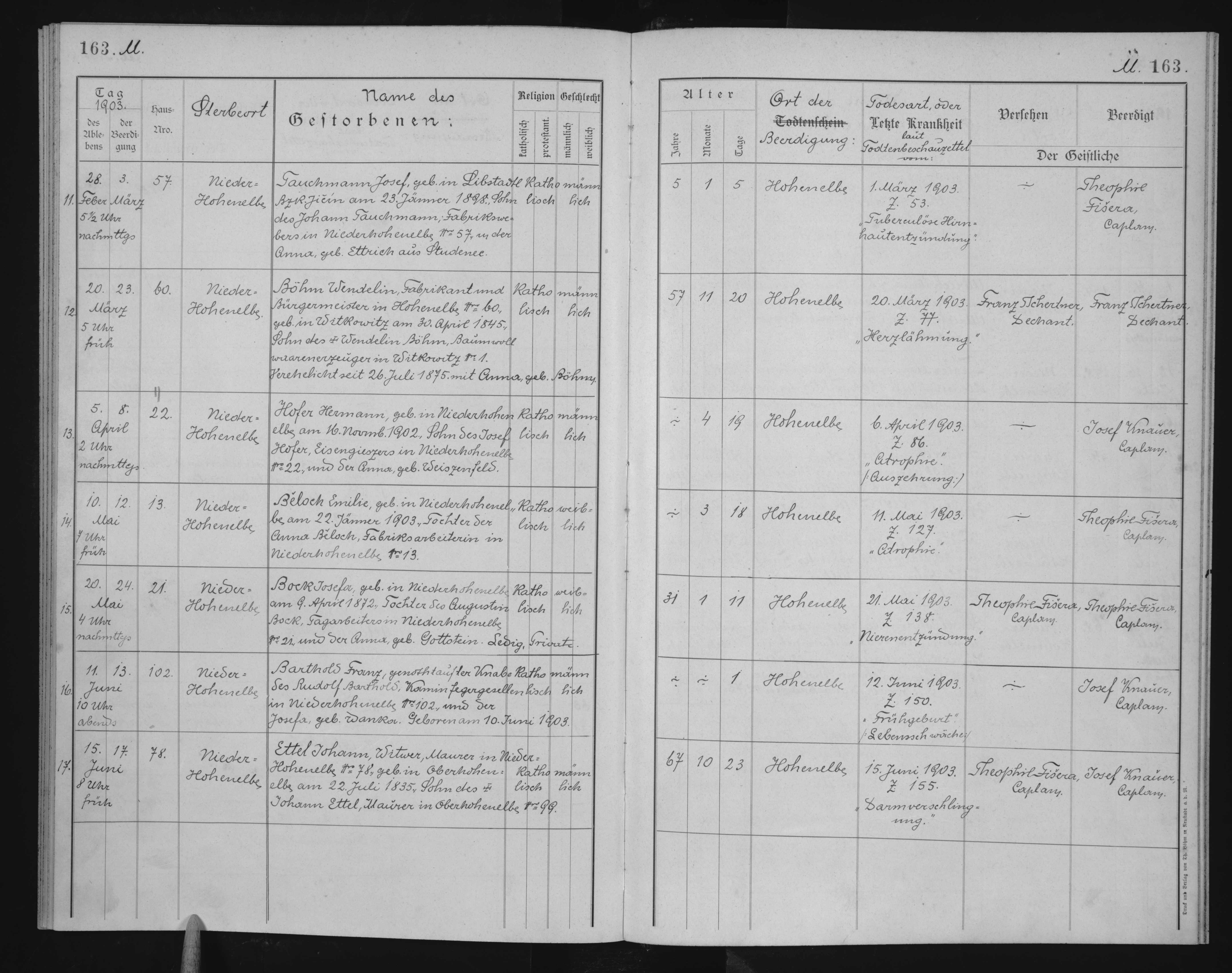
Záznam o úmrtí W. Böhma ve vrchlabské matrice